# Subang Jaya
Subang Jaya es una ciudad residencial en el área metropolitana de Kuala Lumpur en el estado de Selangor de Malasia. Tiene una población de más de 1000 000 de habitantes incluyendo Puchong y Seri Kembangan. Con los años Subang Jaya se ha convertido en un centro urbano con varios equipamientos, como escuelas, colegios, un hospital, templos, y centros comerciales.
Su construcción comenzó en 1974 y terminó en 1988. En 1997 se convirtió en un municipio independiente. El 10 de marzo de 2006 la ciudad sufrió una fortísima granizada.

## Transporte
Está conectada con la capital Kuala Lumpur y las ciudades de Shah Alam, Petaling Jaya y Klang amediante un sistema de autopistas. 
El antiguo aeropuerto de la capital se encuentra en su inmediaciones, siendo de hecho conocido como el aeropuerto de Subang Airport.